# Der Farmer aus Texas
Der Farmer aus Texas ist ein deutscher Spielfilm von 1925 nach dem Bühnenstück „Kolportage“ von Georg Kaiser.

## Handlung
Die reiche Farmerstochter Mabel, die von einem Grafen ihres Geldes wegen geheiratet wurde, lässt sich von diesem scheiden und geht mit ihrem gemeinsamen Sohn Erik, genannt „Farmer aus Texas“, in die USA zurück.
Währenddessen zieht der alte Graf einen Jungen auf, von dem er denkt es sei sein Stammhalter. Ursprünglich hatte er seinen Sohn vor der Scheidung entführen lassen, aber der Onkel der Farmerin hatte bereits vorher das Kind gegen den Sohn der Witwe Appelbloom austauschen lassen.
Mutter und Sohn reisen zu seinem 24. Geburtstag nach Schloss Stjernenhoe, um sein Erbe anzutreten. Sie schocken mit der Wahrheit alle. Der „falsche“ Graf ist derart verzweifelt über diese Offenbarung, dass er seinem Leben durch einen Sprung ins Meer ein Ende setzen will. Er wird jedoch von Erik gerettet, der anschließend großherzig seinen Verzicht auf das Erbe erklärt.

## Hintergrund
Produktionsfirma war die May-Film AG Berlin im Auftrag der Universum-Film AG (UFA) Berlin, den Erstverleih übernahm die Hansa-Film-Verleih GmbH Berlin. Aufnahmeleiter war Robert Wuellner, die Bauten entwarf Paul Leni, die Bauausführung übernahm Fritz Maurischat. Gedreht wurde von September bis Oktober 1924.
Er hatte eine Länge von sieben Akten auf 2.540 Metern, ca. 101 Minuten. Die Polizei Berlin belegte ihn am 25. Juli 1925 mit einem Jugendverbot (Nr. 10901).
Premiere feierte der Film am 22. Oktober 1925 am U.T. Königstadt Berlin.